# Keso
Keso, nome artístico de Marco Ferreira (Porto, 27 de Novembro de 1986) é um rapper e produtor português.

## Discografia
| Ano  | Título                     | Tipo       |
| ---- | -------------------------- | ---------- |
| 2003 | Raios Te Partam            | Estúdio    |
| 2012 | O Revólver Entre As Flores | Estúdio    |
| 2016 | KSX2016                    | Estúdio    |
| 2019 | Thalatha Khobzat           | EP         |
| 2020 | Sinceramente Porto         | Compilação |